# Ottorino Pietro Alberti
Ottorino Pietro Alberti (Nuoro, 17 dicembre 1927 – Nuoro, 17 luglio 2012) è stato un arcivescovo cattolico italiano.

## Biografia
Si laurea in scienze agrarie all'Università di Pisa. Viene ordinato sacerdote il 18 marzo 1956. È stato docente e successivamente rettore del Seminario Maggiore di Cagliari dal settembre 1971 al settembre 1973 cui ben presto unisce l'impegno di segretario e docente presso la Pontificia Università Lateranense.
Il 9 agosto 1973 è nominato arcivescovo di Spoleto e vescovo di Norcia. Riceve l'ordinazione episcopale l'8 settembre 1973 dal cardinale Sebastiano Baggio (co-consacranti: arcivescovo Giuseppe Bonfiglioli, vescovo Giovanni Melis Fois). Il 30 settembre 1986 è chiamato a reggere la nuova arcidiocesi di Spoleto-Norcia. Successivamente viene anche nominato membro della Congregazione per le Cause dei Santi. Il 23 novembre 1987 viene trasferito alla guida dell'arcidiocesi di Cagliari, in cui fa solenne ingresso il successivo 24 gennaio 1988. Viene quindi eletto presidente della Conferenza episcopale sarda e, in tale veste, indice e presiede il Concilio plenario sardo.
Si dimette il 20 giugno 2003 per raggiunti limiti d'età e nel settembre dello stesso anno lascia Cagliari per tornare nella sua città natale, Nuoro, dove era stato a suo tempo nominato canonico onorario della cattedrale e dove risiede sino al giorno della morte.
È morto il 17 luglio 2012 nella sua casa natale di Nuoro all'età di 84 anni.

## Opere
Oltre a diverse pubblicazioni di carattere prettamente pastorale, monsignor Alberti è stato attento studioso di teologia e di storia. Fra le sue pubblicazioni monografiche:
- I vescovi sardi al Concilio Vaticano I, Roma, Pontificia università lateranense, 1963;
- La Sardegna nella storia dei concili, Roma, Pontificia università lateranense, 1964;
- Le relazioni triennali di Don Alfonso de Lorca, arcivescovo di Sassari, alla Sacra congregazione del concilio (1590-1600), Roma, Pontificia università lateranense, 1965;
- Problemi di origine in S. Ireneo, Roma, Pontificia università lateranense, 1966;
- Elementi di filosofia cristiana, Roma, Centro Ut unum sint, 1967-1968;
- Il dizionario dei concili, Roma, Pontificia università lateranense, 1968;
- La scienza nel pensiero di Teilhard de Chardin, Roma, Pontificia università lateranense, 1969;
- Scritti di storia civile e religiosa della Sardegna, introduzione di Giancarlo Sorgia, Cagliari, Della Torre, 1994, ISBN 88-7343-257-3;
- La diocesi di Galtellì dall'unione a Cagliari (1495) alla fine del secolo XVI, Sassari, 2D editrice mediterranea, 2 volumi, 1993-1994;
- Presentazione a Damiano Filia, La Sardegna cristiana, riproduzione dell'edizione del 1909-1929, Sassari, Delfino, 1995, 3 volumi, ISBN 88-7138-122-X;
- Presentazione a La Sacra Bibbia. Tradotta in lingua sarda da Salvatore Ruju, traduzione di Salvatore Ruju, prefazione di Massimo Pittau, Nuoro, Solinas, 2003; nuova edizione Sa Bibbia sacra. Edissione uffissiale de sa CEI, Cufferenzia de sos piscamos italianos; bortada in limba sarda dae Bobore Ruju, Cagliari, L'unione sarda, 5 volumi, 2006.

Inoltre per la sua attività di studioso gli sono stati dedicati:
- Francesco Atzeni e Tonino Cabizzosu (a cura di), Studi in onore di Ottorino Pietro Alberti, Cagliari, Della Torre, 1998, ISBN 88-7343-319-7.

## Genealogia episcopale e successione apostolica
La genealogia episcopale è:
- Cardinale Scipione Rebiba
- Cardinale Giulio Antonio Santori
- Cardinale Girolamo Bernerio, O.P.
- Arcivescovo Galeazzo Sanvitale
- Cardinale Ludovico Ludovisi
- Cardinale Luigi Caetani
- Cardinale Ulderico Carpegna
- Cardinale Paluzzo Paluzzi Altieri degli Albertoni
- Papa Benedetto XIII
- Papa Benedetto XIV
- Cardinale Enrico Enriquez
- Arcivescovo Manuel Quintano Bonifaz
- Cardinale Buenaventura Córdoba Espinosa de la Cerda
- Cardinale Giuseppe Maria Doria Pamphilj
- Papa Pio VIII
- Papa Pio IX
- Cardinale Alessandro Franchi
- Cardinale Giovanni Simeoni
- Cardinale Antonio Agliardi
- Cardinale Basilio Pompilj
- Cardinale Adeodato Piazza, O.C.D.
- Cardinale Sebastiano Baggio
- Arcivescovo Ottorino Pietro Alberti

La successione apostolica è:
- Vescovo Antonino Orrù (1990)
- Vescovo Antonio Vacca (1993)